# Djamchid Chemirani
Djamchid Chemirani (* 1942 in Teheran) ist ein aus dem Iran stammender Zarbspieler.
Chemirani hatte in jungen Jahren Zarbunterricht bei dem Meister Hossein Tehrani, der die Entwicklung der Zarb von einem Begleit- zu einem Soloinstrument vorantrieb, und wurde bald als dessen legitimer Nachfolger anerkannt. Er hatte Auftritte im Rundfunk und Fernsehen und arbeitete mit Musikern wie Dariush Talai und Majid Kiani zusammen.
1961 ließ er sich in Frankreich nieder und hatte zahlreiche Auftritte am Théâtre de la Ville. Er führte die Zarb am Theater (mit Peter Brook), beim Ballett (mit Maurice Béjart, Carolyn Carlson), im Jazz und der Musik des Mittelalters ein und unterrichtete unter anderem Jean-Pierre Drouet und Bruno Caillat in den Techniken des Instruments. Seine wichtigsten Schüler waren aber seine Söhne Bijan und Keyvan, mit denen er als Trio Chemirani auftritt und auch mit Omar Sosa, Sylvain Luc und Renaud Garcia-Fons zusammenarbeitete.
Als Interpret im Bereich der mittelalterlichen Musik spielte er mit René Clemencic und Henri Agnel und im Bereich der World Music mit Reto Weber, Ross Daly und David Hykes. 1978 war er Gründungsmitglied von Reto Webers Percussion Orchestra (gemeinsam mit dem Ghanaer Nana Twum Nketia), das mehr als 25 Jahre bestand und mehrere Alben veröffentlichte; die Gruppe tourte weltweit, auch mit Jazzmusikern wie Albert Mangelsdorff, Chico Freeman oder Franco Ambrosetti.